# NASCAR Cup Series 2024

Logo der NASCAR Cup Series

Die NASCAR Cup Series 2024 war die 76. Saison der höchsten Motorsportliga der NASCAR. Sie begann am 3. Februar 2024 mit dem Busch Light Clash at The Coliseum in Los Angeles, gefolgt vom ersten Punkterennen der Saison, der 66. Ausgabe des Daytona 500 am 15. Februar. Die Saison endete am 10. November auf dem Phoenix Raceway.
Die Saison inklusive Playoffs wurde am 10. November des Jahres auf dem Phoenix Raceway abgeschlossen, wo sich der Team-Penske-Pilot Joey Logano durchsetzte und zum dritten Mal Cup-Series Champion wurde.

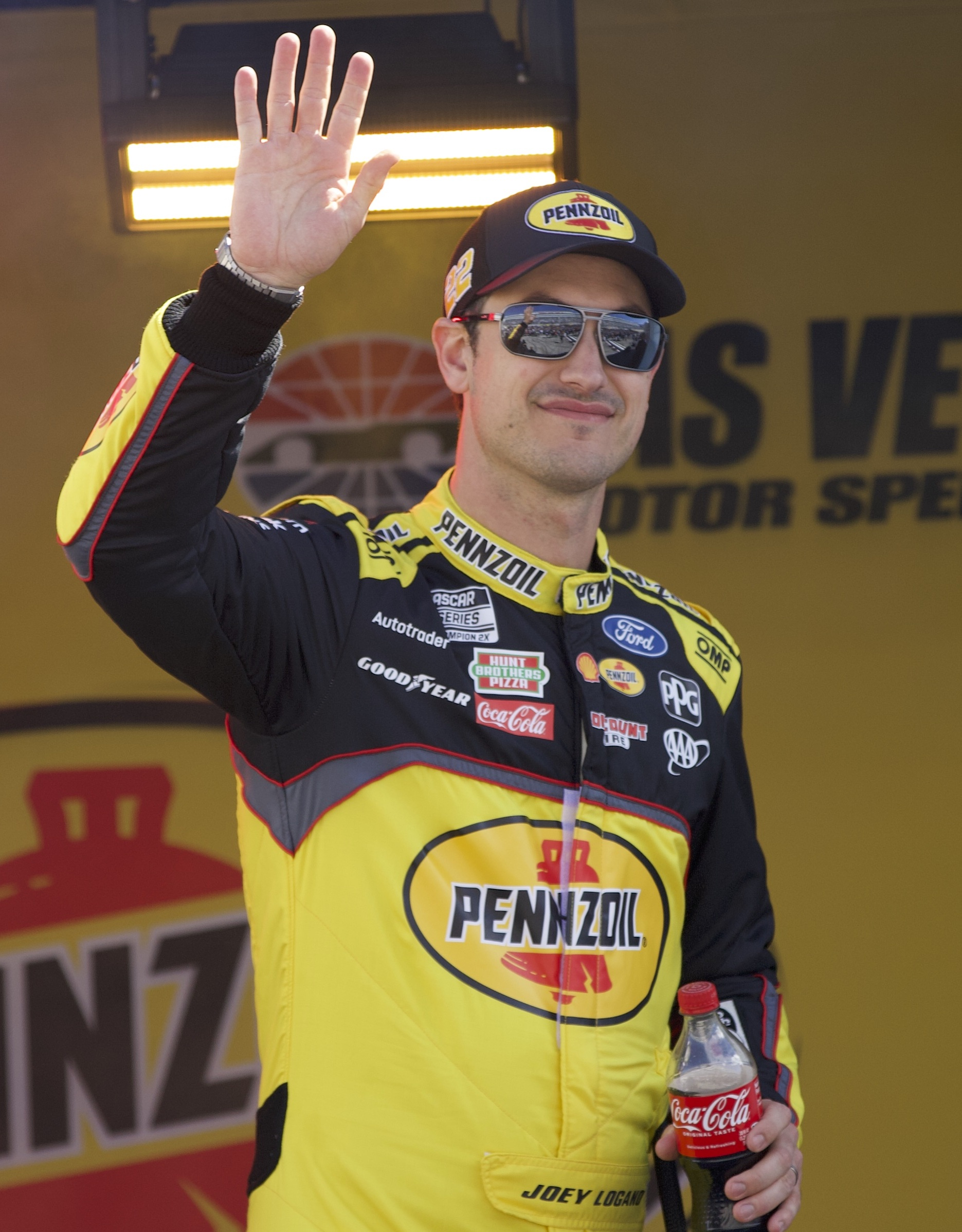
Joey Logano, NASCAR-Cup-Series-Champion 2024

## Änderungen 2024

### Anpassungen des Regelwerks
- Alle Straßenkurse im Jahr 2024 hatten Stage-Break-Cautions.[1]
- Fahrzeuge der Cup-Serie fuhren auf allen Straßenkursen und Strecken mit einer Länge von einer Meile oder weniger (außer Bristol Motor Speedway und Dover Speedway) mit dem neuen Aerodynamikpaket.[2]

### Hersteller
- Legacy Motor Club wechselte von Chevrolet zu Toyota.[3]
- Front Row Motorsports wechselte die Partnerschaft von RFK Racing zu Team Penske.[4]

### Fahrer
- Justin Haley wechselte von Kaulig Racing zu Rick Ware Racing.[5]
- Zane Smith unterschrieb einen Vertrag bei Spire Motorsports in Allianz mit Trackhouse Racing.[6]
- Noah Gragson ersetzte Aric Almirola der in die Xfinity Series wechselte.[7]
- Der langjährige Fahrer Kevin Harvick beendete nach der Saison 2023 seine Karriere.[8]

## Fahrer und Teams

### Teams mit Chartervertrag
Teams mit Chartervertrag haben eine Startplatzgarantie bei allen 36 Saisonrennen.
| Hersteller | Team                     | Nr. | Bild | Fahrer                 |
| ---------- | ------------------------ | --- | --- | ---------------------- |
| Chevrolet  | Hendrick Motorsports     | 0#5 | | Kyle Larson            |
| Chevrolet  | Hendrick Motorsports     | 0#9 | | Chase Elliott          |
| Chevrolet  | Hendrick Motorsports     | #24 | | William Byron          |
| Chevrolet  | Hendrick Motorsports     | #48 | | Alex Bowman            |
| Chevrolet  | JTG Daugherty Racing     | #47 | | Ricky Stenhouse junior |
| Chevrolet  | Kaulig Racing            | #16 | | A. J. Allmendinger     |
| Chevrolet  | Kaulig Racing            | #16 | Josh Williams |                        |
| Chevrolet  | Kaulig Racing            | #16 | Derek Kraus |                        |
| Chevrolet  | Kaulig Racing            | #16 | Bild gesucht Die Wikipedia wünscht sich an dieser Stelle ein Bild. Falls du dabei helfen möchtest, erklärt die Anleitung , wie das geht. | Shane van Gisbergen    |
| Chevrolet  | Kaulig Racing            | #31 | | Daniel Hemric          |
| Chevrolet  | Richard Childress Racing | 0#3 | | Austin Dillon          |
| Chevrolet  | Richard Childress Racing | 0#8 | | Kyle Busch             |
| Chevrolet  | Spire Motorsports        | 0#7 | | Corey LaJoie           |
| Chevrolet  | Spire Motorsports        | #71 | | Zane Smith             |
| Chevrolet  | Spire Motorsports        | #77 | | Carson Hocevar         |
| Chevrolet  | Trackhouse Racing Team   | 0#1 | | Ross Chastain          |
| Chevrolet  | Trackhouse Racing Team   | #99 | | Daniel Suárez          |
| Ford       | Front Row Motorsports    | #34 | | Michael McDowell       |
| Ford       | Front Row Motorsports    | #38 | | Todd Gilliland         |
| Ford       | RFK Racing               | 0#6 | | Brad Keselowski        |
| Ford       | RFK Racing               | #17 | | Chris Buescher         |
| Ford       | Rick Ware Racing         | #15 | Bild gesucht Die Wikipedia wünscht sich an dieser Stelle ein Bild. Falls du dabei helfen möchtest, erklärt die Anleitung , wie das geht. | Riley Herbst           |
| Ford       | Rick Ware Racing         | #15 | Kaz Grala |                        |
| Ford       | Rick Ware Racing         | #15 | Cody Ware |                        |
| Ford       | Rick Ware Racing         | #51 | | Corey LaJoie           |
| Ford       | Stewart-Haas Racing      | 0#4 | | Josh Berry             |
| Ford       | Stewart-Haas Racing      | #10 | | Noah Gragson           |
| Ford       | Stewart-Haas Racing      | #14 | | Chase Briscoe          |
| Ford       | Stewart-Haas Racing      | #41 | | Ryan Preece            |
| Ford       | Team Penske              | 0#2 | | Austin Cindric         |
| Ford       | Team Penske              | #12 | | Ryan Blaney            |
| Ford       | Team Penske              | #22 | | Joey Logano            |
| Ford       | Wood Brothers Racing     | #21 | | Harrison Burton        |
| Toyota     | 23XI Racing              | #23 | | Bubba Wallace          |
| Toyota     | 23XI Racing              | #45 | | Tyler Reddick          |
| Toyota     | Joe Gibbs Racing         | #11 | | Denny Hamlin           |
| Toyota     | Joe Gibbs Racing         | #19 | | Martin Truex junior    |
| Toyota     | Joe Gibbs Racing         | #20 | | Christopher Bell       |
| Toyota     | Joe Gibbs Racing         | #54 | | Ty Gibbs R             |
| Toyota     | Legacy Motor Club        | #42 | | John Hunter Nemechek   |
| Toyota     | Legacy Motor Club        | #43 | | Erik Jones             |

### Teams ohne Chartervertrag
Teams ohne Chartervertrag nehmen in der Regel in Teilzeit am Wettbewerb teil und müssen sich für die Teilnahme an einem Saisonrennen zunächst über das vorab stattfindende Qualifikationsrennen qualifizieren.
| Hersteller | Team                   | Nr. | Fahrer          |
| ---------- | ---------------------- | --- | --------------- |
| Chevrolet  | Beard Motorsports      | #62 | Anthony Alfredo |
| Chevrolet  | Live Fast Motorsports  | #78 | B. J. McLeod    |
| Chevrolet  | Live Fast Motorsports  | #78 | wechselnd       |
| Chevrolet  | NY Racing Team         | #44 | J. J. Yeley     |
| Chevrolet  | The Money Team Racing  | #50 | Conor Daly      |
| Chevrolet  | Trackhouse Racing Team | #91 | wechselnd       |
| Chevrolet  | Trackhouse Racing Team | #91 | wechselnd       |
| Ford       | Front Row Motorsports  | #36 | Zane Smith      |
| Ford       | Front Row Motorsports  | #36 | Todd Gilliland  |
| Ford       | Front Row Motorsports  | #36 | Riley Herbst    |
| Toyota     | Legacy Motor Club      | #84 | Travis Pastrana |
| Toyota     | Legacy Motor Club      | #84 | Kamui Kobayashi |

## Rennkalender

### Reguläre Saisonrennen und Playoffs
| Nr.             | Datum  | Rennen                              | Ort                             | Sieger                    | Quelle |
| --------------- | ------ | ----------------------------------- | ------------------------------- | ------------------------- | ------ |
| 1               | 19.02. | Daytona 500                         | Daytona International Speedway  | William Byron (#24)       | [ 9 ]  |
| 2               | 25.02. | Ambetter Health 400                 | Atlanta Motor Speedway          | Daniel Suárez (#99)       | [ 10 ] |
| 3               | 03.03. | Pennzoil 400                        | Las Vegas Motor Speedway        | Kyle Larson (#5)          | [ 11 ] |
| 4               | 10.03. | Shriners Children’s 500             | Phoenix Raceway                 | Christopher Bell (#20)    | [ 12 ] |
| 5               | 17.03. | Food City 500                       | Bristol Motor Speedway          | Denny Hamlin (#11)        | [ 13 ] |
| 6               | 24.03. | EchoPark Automotive Grand Prix      | Circuit of The Americas         | William Byron (#24)       | [ 14 ] |
| 7               | 31.03. | Toyota Owners 400                   | Richmond Raceway                | Denny Hamlin (#11)        | [ 15 ] |
| 8               | 07.04. | Cook Out 400                        | Martinsville Speedway           | William Byron (#24)       | [ 16 ] |
| 9               | 14.04. | Autotrader EchoPark Automotive 400  | Texas Motor Speedway            | Chase Elliott (#9)        | [ 17 ] |
| 10              | 21.04. | GEICO 500                           | Talladega Superspeedway         | Tyler Reddick (#45)       | [ 18 ] |
| 11              | 28.04. | Würth 400                           | Dover International Speedway    | Denny Hamlin (#11)        | [ 19 ] |
| 12              | 05.05. | AdventHealth 400                    | Kansas Speedway                 | Kyle Larson (#5)          | [ 20 ] |
| 13              | 12.05. | Goodyear 400                        | Darlington Raceway              | Brad Keselowski (#6)      | [ 21 ] |
| 14              | 26.05  | Coca-Cola 600                       | Charlotte Motor Speedway        | Christopher Bell (#20)    | [ 22 ] |
| 15              | 02.06. | Enjoy Illinois 300                  | World Wide Technology Raceway   | Austin Cindric (#2)       | [ 23 ] |
| 16              | 09.06. | Toyota/Save Mart 350                | Sonoma Raceway                  | Kyle Larson (#5)          | [ 24 ] |
| 17              | 16.06. | Iowa Corn 350                       | Iowa Speedway                   | Ryan Blaney (#12)         | [ 25 ] |
| 18              | 23.06. | USA Today 301                       | New Hampshire Motor Speedway    | Christopher Bell (#20)    | [ 26 ] |
| 19              | 30.06. | Ally 400                            | Nashville Superspeedway         | Joey Logano (#22)         | [ 27 ] |
| 20              | 07.07  | Grant Park 165                      | Chicago Street Course           | Alex Bowman (#48)         | [ 28 ] |
| 21              | 14.07. | HighPoint.com 400                   | Pocono Raceway                  | Ryan Blaney (#12)         | [ 29 ] |
| 22              | 21.07. | Brickyard 400                       | Indianapolis Motor Speedway     | Kyle Larson (#5)          | [ 30 ] |
| 23              | 11.08. | Cook Out 400                        | Richmond Raceway                | Austin Dillon (#3)        | [ 31 ] |
| 24              | 18.08. | FireKeepers Casino 400              | Michigan International Speedway | Tyler Reddick (#45)       | [ 32 ] |
| 25              | 24.08. | Coke Zero Sugar 400                 | Daytona International Speedway  | Harrison Burton (#21)     | [ 33 ] |
| 26              | 01.09. | Cook Out Southern 500               | Darlington Raceway              | Chase Briscoe (#14)       | [ 34 ] |
| NASCAR Playoffs |        |                                     |                                 |                           |        |
| Round of 16     |        |                                     |                                 |                           |        |
| 27              | 08.09. | Quaker State 400                    | Atlanta Motor Speedway          | Joey Logano (#22)         | [ 35 ] |
| 28              | 15.09. | Go Bowling at the Glen              | Watkins Glen International      | Chris Buescher (#17)      | [ 36 ] |
| 29              | 21.09. | Bass Pro Shops Night Race           | Bristol Motor Speedway          | Kyle Larson (#5)          | [ 37 ] |
| Round of 12     |        |                                     |                                 |                           |        |
| 30              | 29.09. | Hollywood Casino 400                | Texas Motor Speedway            | Ross Chastain (#1)        | [ 38 ] |
| 31              | 06.10. | YellaWood 500                       | Talladega Superspeedway         | Ricky Stenhouse Jr. (#47) | [ 39 ] |
| 32              | 13.10. | Bank of America Roval 400           | Charlotte Motor Speedway        | Kyle Larson (#5)          | [ 40 ] |
| Round of 8      |        |                                     |                                 |                           |        |
| 33              | 20.10. | South Point 400                     | Las Vegas Motor Speedway        | Joey Logano (#22)         | [ 41 ] |
| 34              | 27.10. | 4EVER 400                           | Homestead-Miami Speedway        | Tyler Reddick (#45)       | [ 42 ] |
| 35              | 03.11. | Xfinity 500                         | Martinsville Speedway           | Ryan Blaney (#12)         | [ 43 ] |
| Championship 4  |        |                                     |                                 |                           |        |
| 36              | 10.11. | NASCAR Cup Series Championship Race | Phoenix Raceway                 | Joey Logano (#22)         | [ 44 ] |

## TV-Übertragung
In Deutschland, Österreich und der Schweiz war die Übertragung der Rennen im Jahr 2024 zwischen den Pay-TV-Sendern Sport1+ und Motorvision+ aufgeteilt. In den USA teilten sich FOX und NBC die Rennen.